# Palettkniv

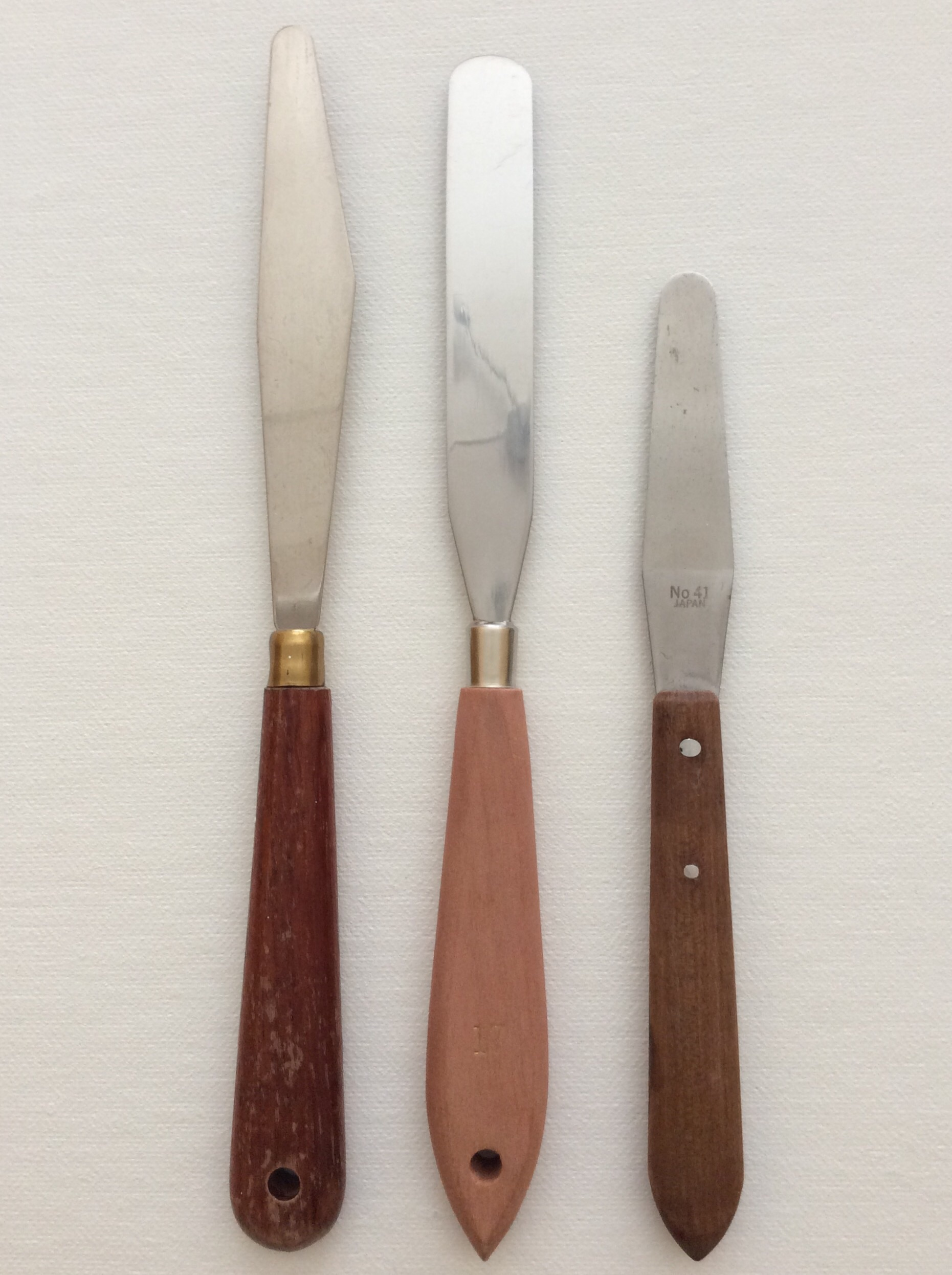
Palettknivar

En palettkniv används främst för att blanda färger och skrapa bort gammal färg från en palett. Den kan i viss mån också användas som en målarkniv för att stryka på färg på en målning.
Palettkniven har en slö egg för att inte riskera att skära igenom ytskiktet på paletten. Den ska tåla mer slitage och större krafter än en målarkniv, i och med färgblandning och renskrapande av palett, och har därför en robustare utformning, med ett styvare blad, som oftast är rakt med kraftigare infästning i skaftet.